# Jaak Van Hombeek
Jaak Van Hombeek (Merksem, 2 november 1918 – Merksem, 2 maart 1996) was een Belgisch acteur.

## Levensloop en carrière
Van Hombeek begon zijn carrière in 1955. In 1965 speelde hij in Johan en de Alverman. Op latere leeftijd had hij nog verschillende rollen, onder meer in Postbus X (1988 - 1990), Langs de Kade en Commissaris Roos in 1990.

## Beknopte filmografie
- Johan en de Alverman, 1965
- Verbrande Brug, 1975
- De Opkopers, 1977-1983
- Merlina, 1984, 1985
- Postbus X, 1988-1990, 1994
- Langs de Kade, 1990
- Commissaris Roos, 1990